# Always on the Run
«Always on the Run» (укр. Завжди в бігу) — пісня німецького співака Isaak, з якою він представляв Німеччину на Пісенному конкурсі Євробачення 2024 в Мальме, Швеція після перемоги на національному відборі Das deutsche Finale 2024.

## Про пісню
«Always on the Run» була випущена 19 січня 2024 року як сингл і як один трек для завантаження та трансляції на Good Kid Records у співпраці з музичними лейблами Island Records і Polydor. Пісня була розповсюджена через Universal Music і опублікована через Edition Paradise Berlin.
Пісню написав Ісаак разом зі співавторами Лео Юпітером, Кевіном Лером і Грегом Таро. Лер разом із Юпітером також відповідали за зведення, композицію, запис інструментальної частини та продюсування. Мастеринг «Always on the Run» проводився під керівництвом берлінського звукорежисера Лекса Баркі.
На офіційній обкладинці синглу, окрім назви треку, можна побачити Ісаака та частину тексту пісні. На обкладинці також присутня частина другого куплету, якої немає у студійній версії — її співак виконує лише наживо.

## Пісенний конкурс Євробачення 2024

### Das deutsche Finale 2024
16 лютого 2024 року Ісаак взяв участь у Das deutsche Finale 2024, попередньому відборі Німеччини для Пісенного конкурсу Євробачення 2024. Він був одним із дев'яти учасників і виступав під третім стартовим номером. Результат Das deutsche Finale 2024 визначався на 50 % професійним журі з восьми європейських країн і на 50 % публічним голосуванням у Німеччині за допомогою телефонного, SMS та онлайн-голосування. Гудеріан лідирував за балами журі та мав перевагу в 19 балів над Максом Муцке. Далі бали конвертувалися за 12-бальною схемою. Гудеріан також лідирував серед глядачів, а це означало, що він зміг перемогти з найвищим результатом у 24 бали.

### На Євробаченні
Пісенний конкурс Євробачення 2024 відбувся на Мальме-Арені в Мальме, Швеція, і складався з двох півфіналів, які пройшли 7 і 9 травня відповідно, і фіналу 11 травня 2024 року. Німеччина, як країна «Великої П'ятірки», виступала одразу у фіналі конкурсу, проте також виступила у першому півфіналі між країни-учасницями й голосувала в цьому півфіналі. 

У фіналі Євробачення 2024 Ісаак виступив під третім номером. Пісня «Always on the Run» увійшла в десятку найкращих за результатами голосування журі та здобула від них 99 балів (10 місце). Глядачі ж віддали Німеччині 18 балів (19 місце). Так, «Always on the Run» фінішувала на загальному 12 місці, що стало найкращим результатом Німеччини з 2018 року.

Фрагменти виступу на Євробаченні 2024
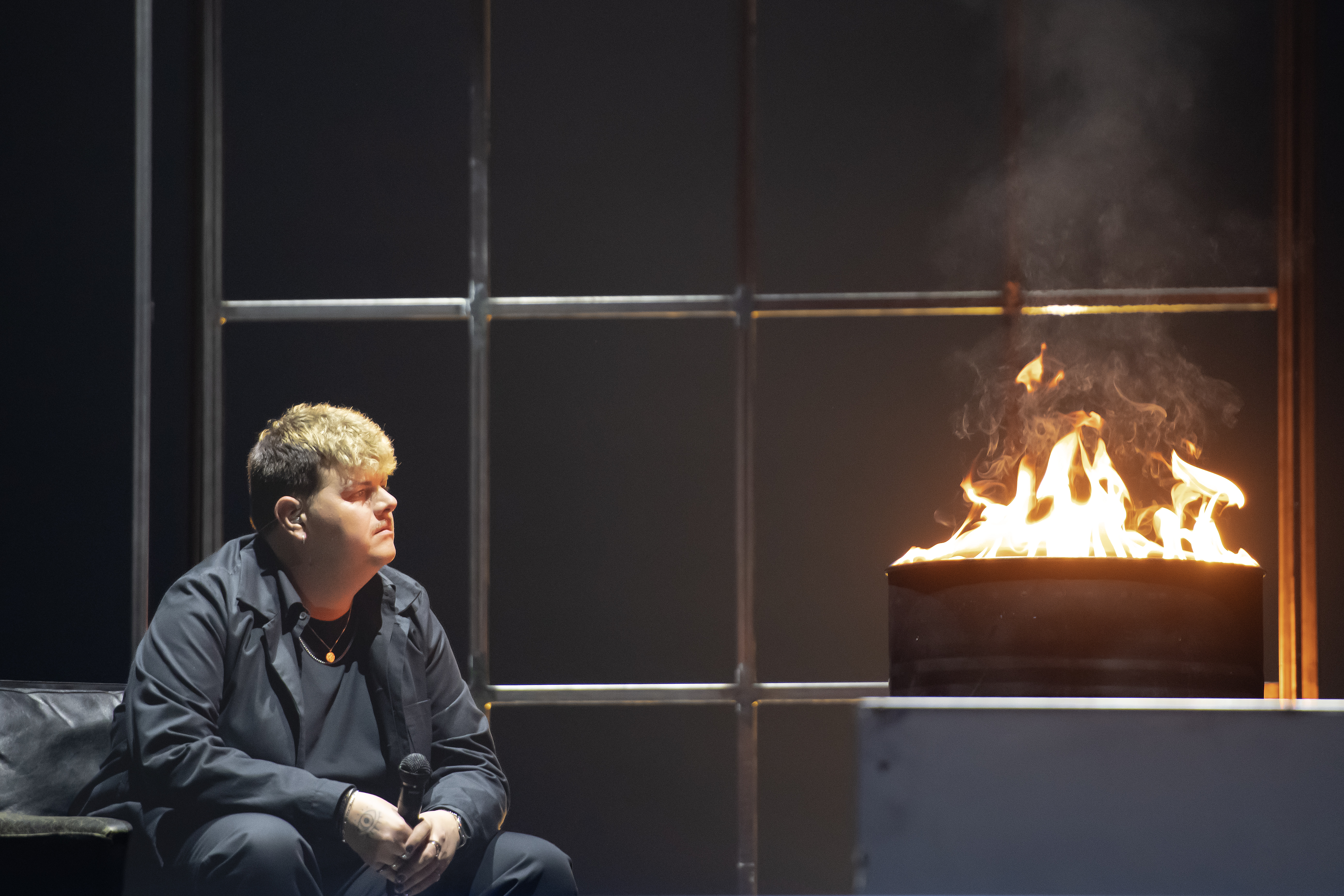
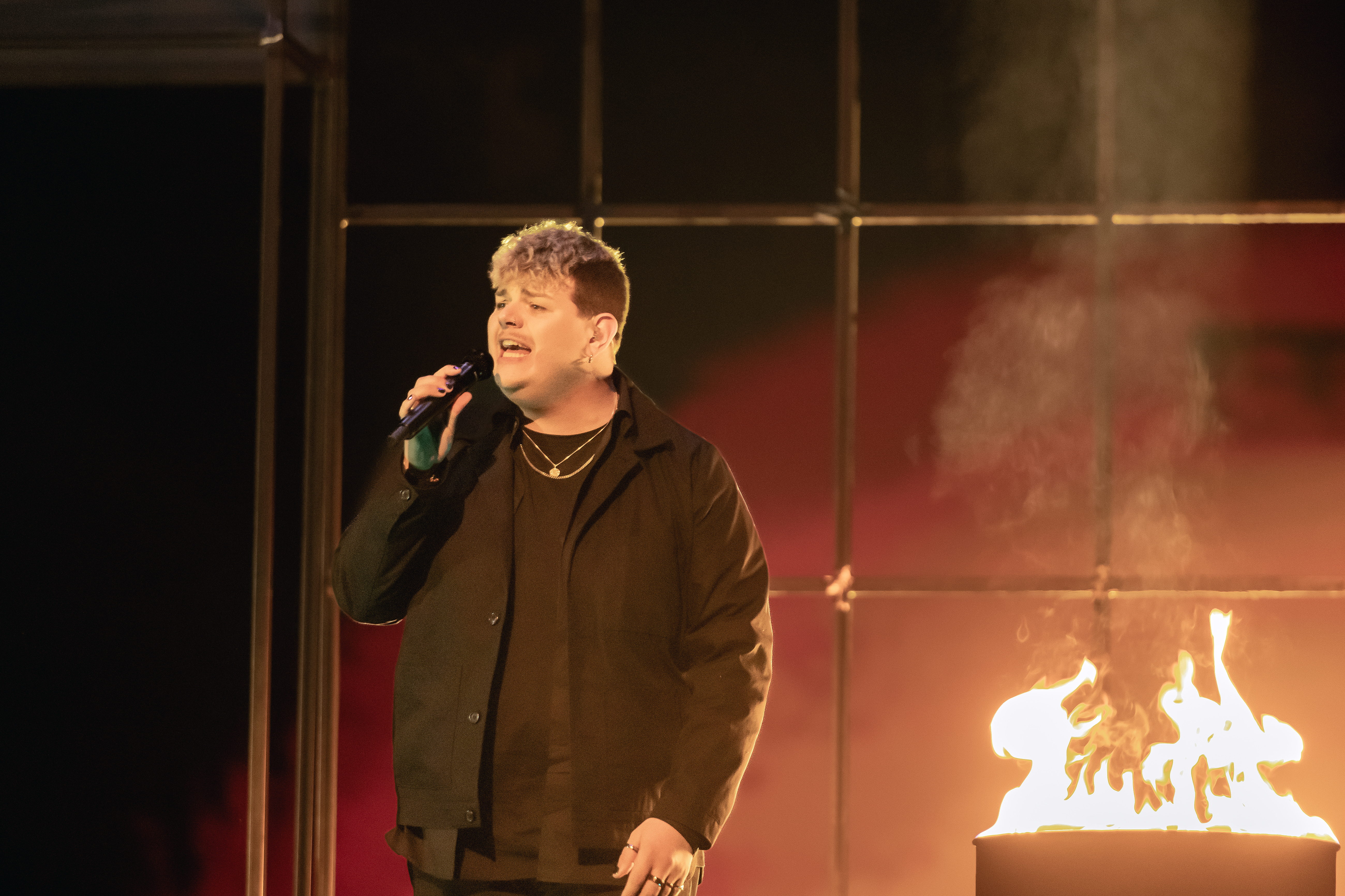
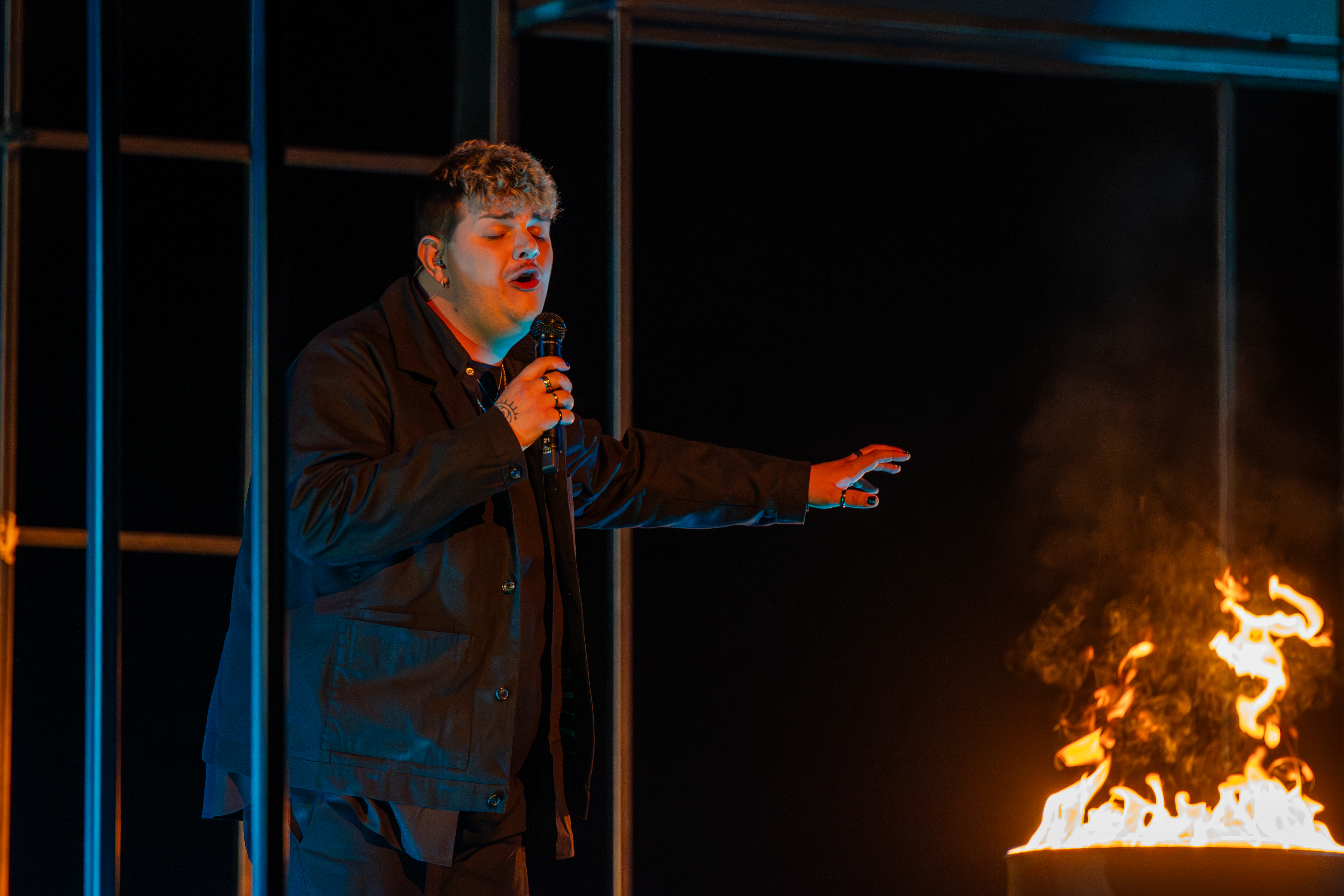
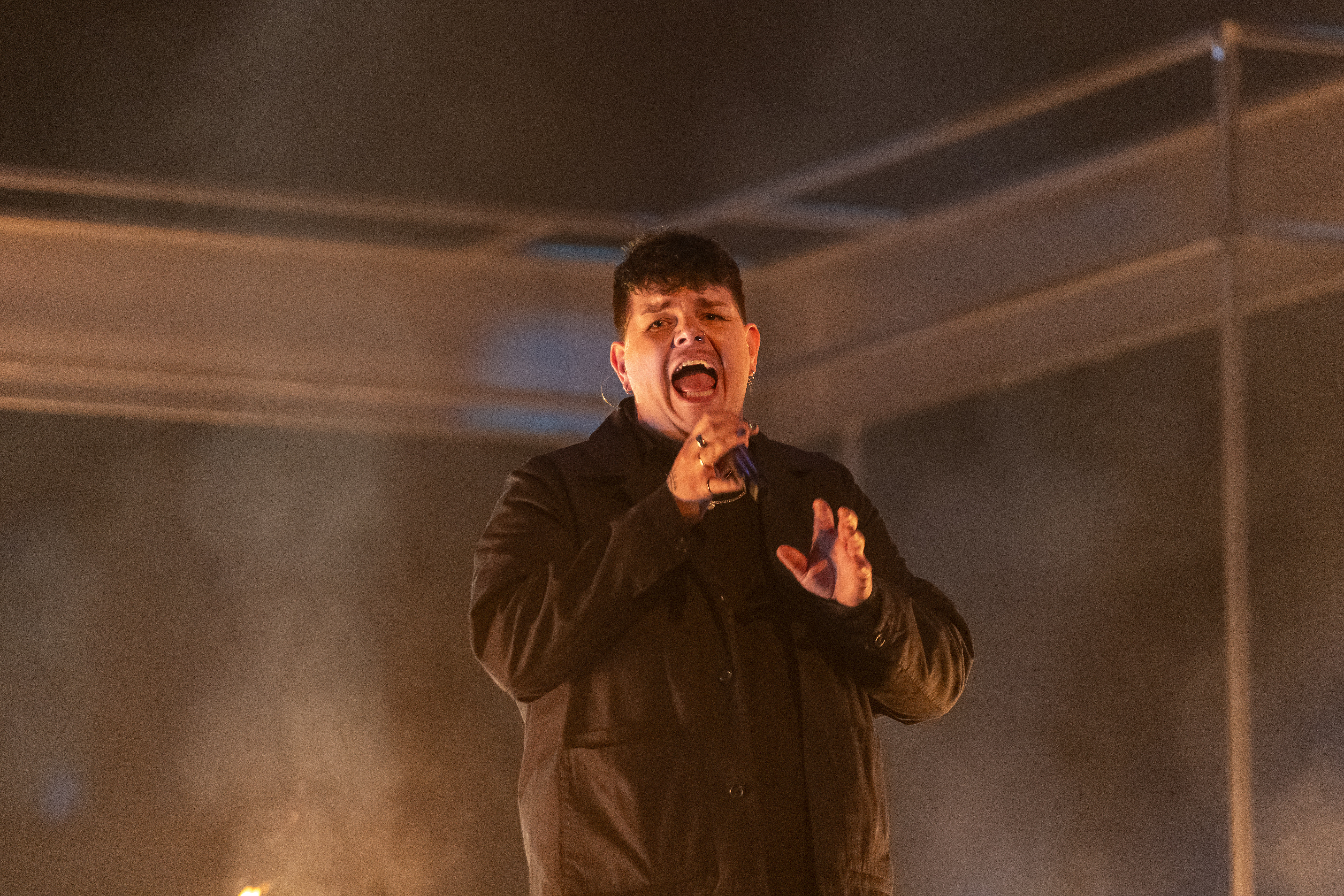
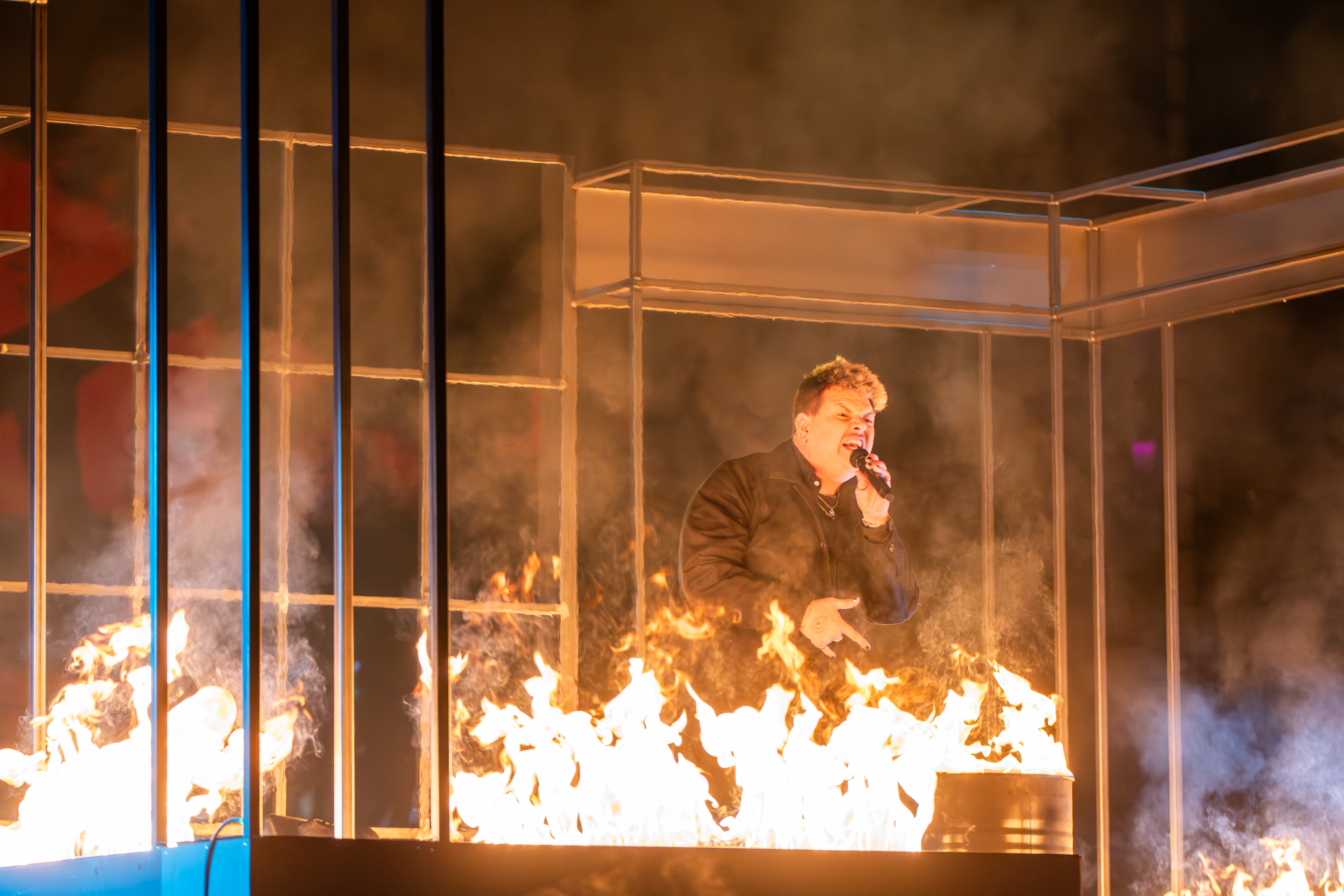
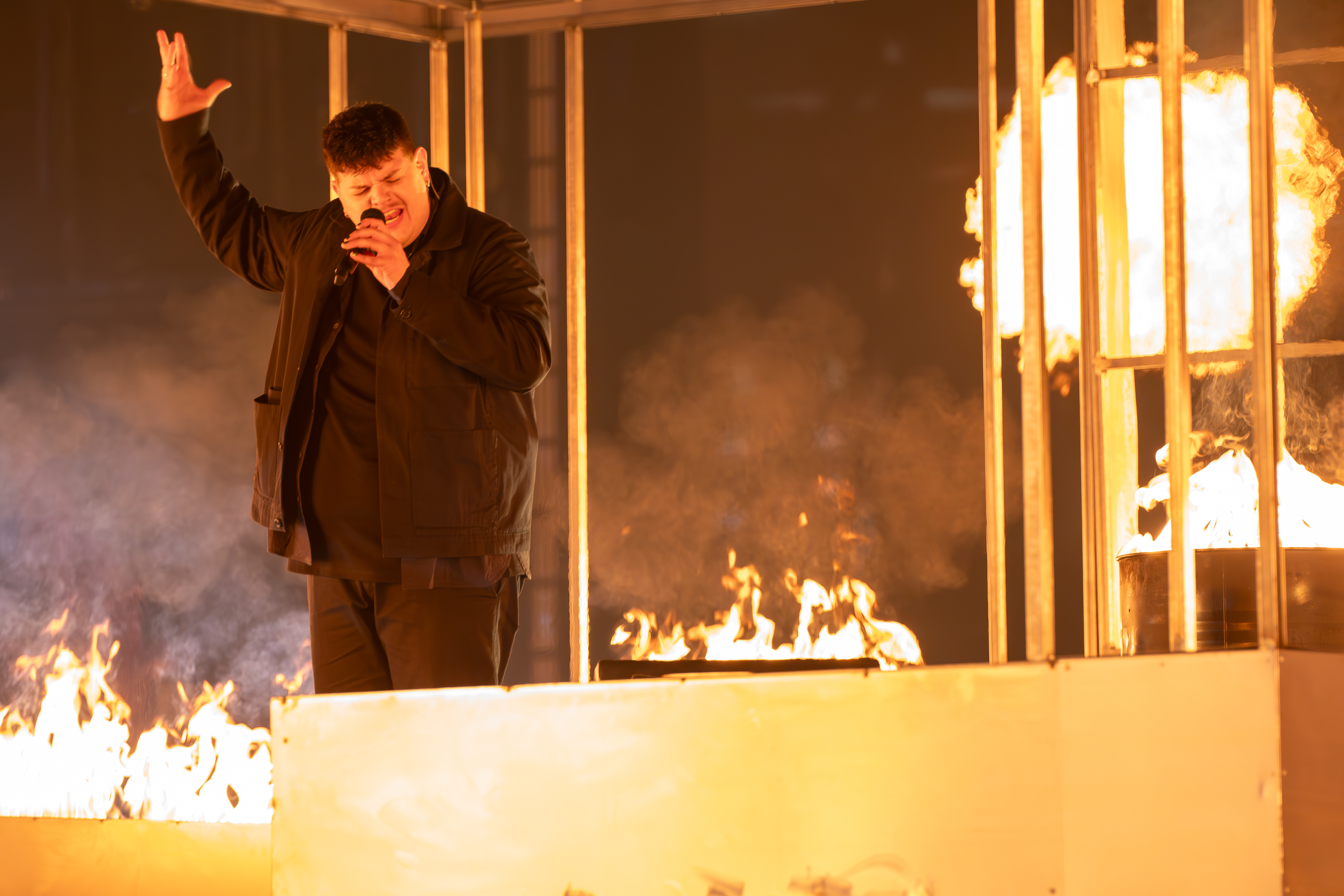
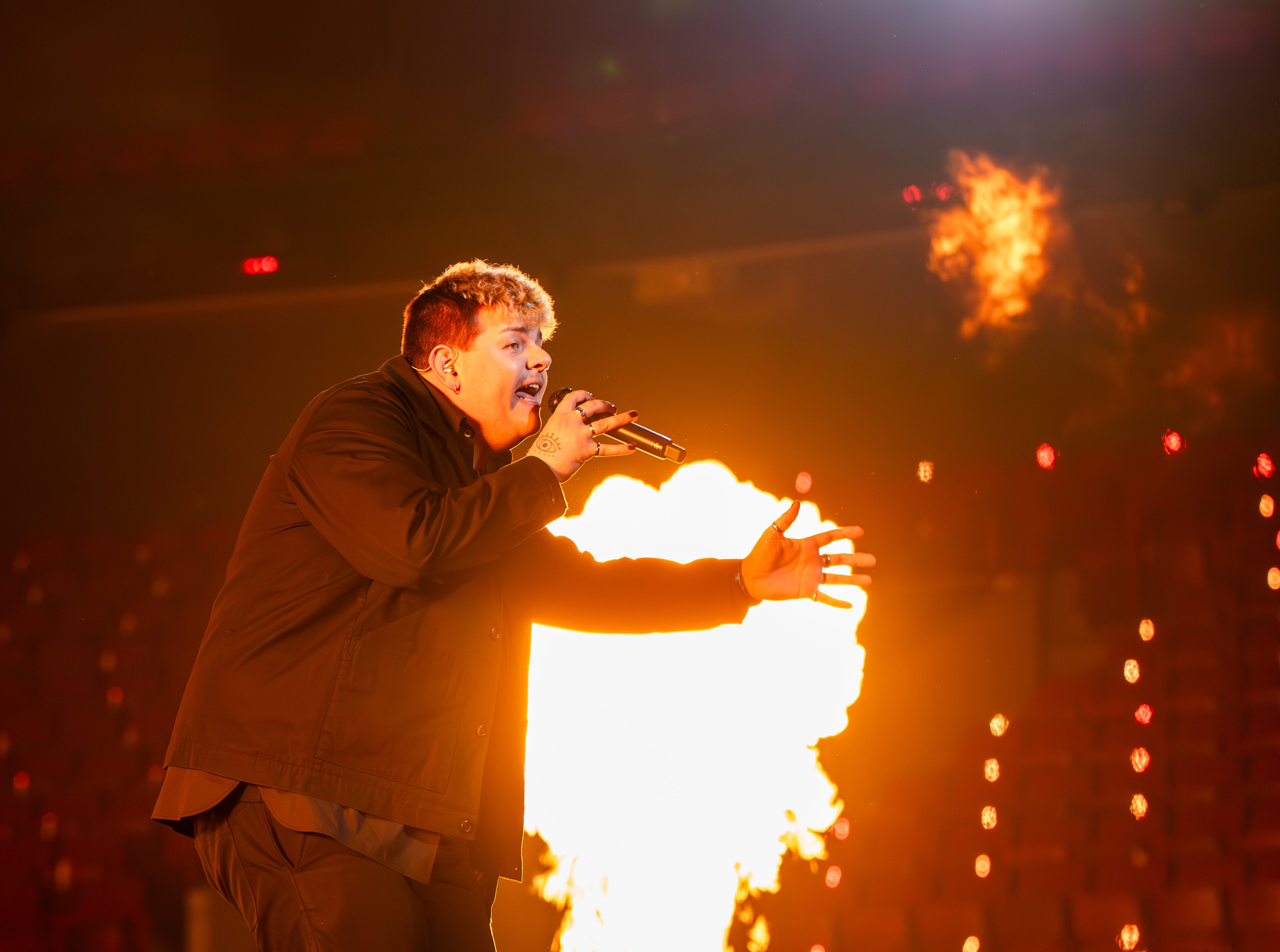
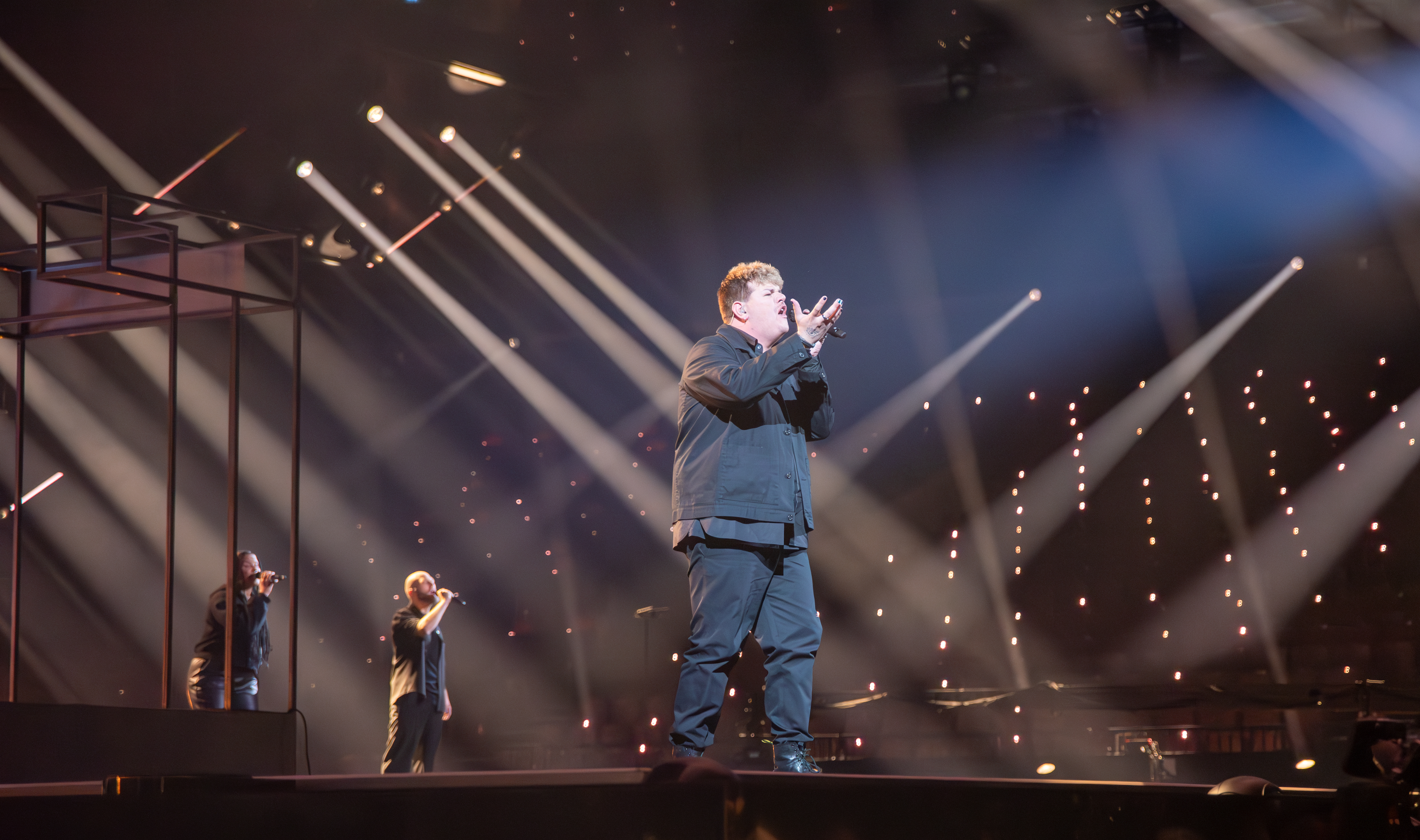
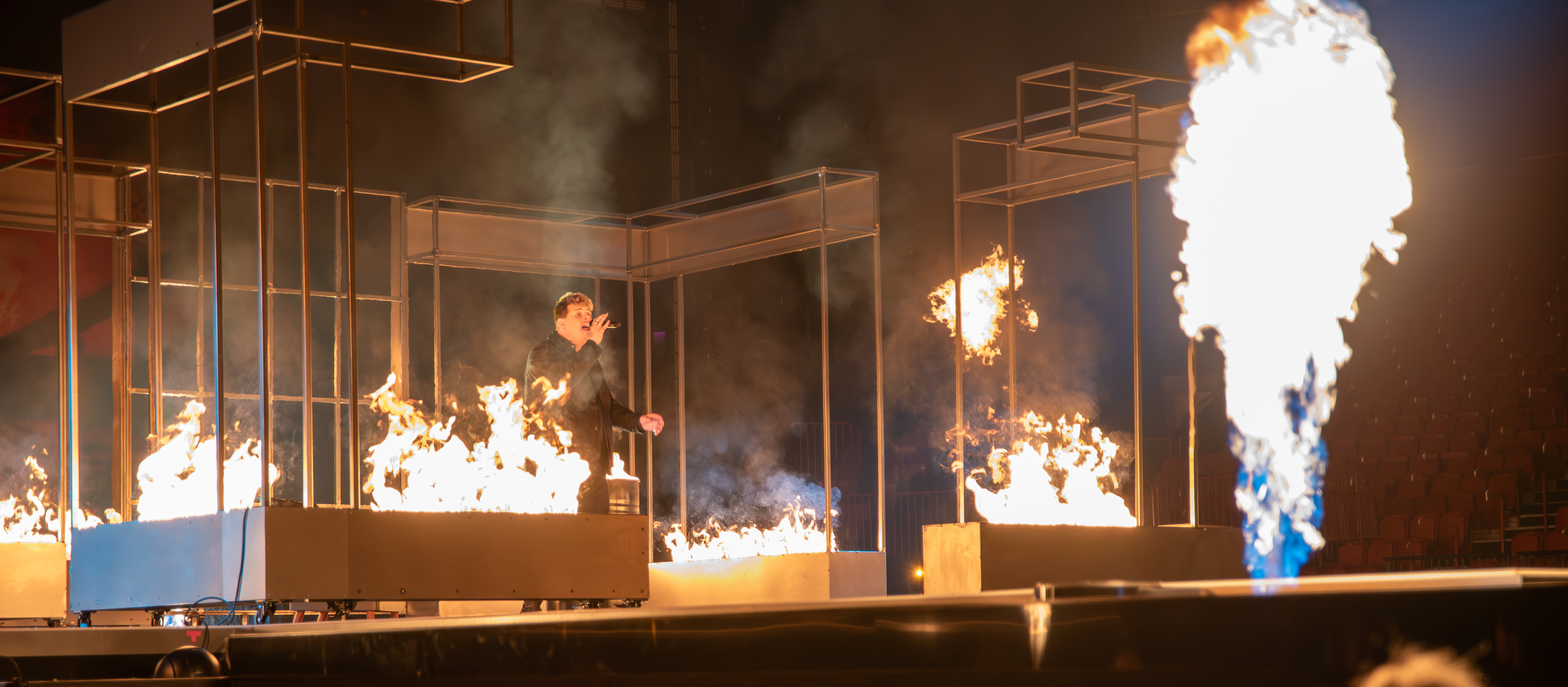